# Distretto di Mariato
Il distretto di Mariato è un distretto di Panama nella provincia di Veraguas con 5.296 abitanti al censimento 2010. Il capoluogo è Mariato.

## Geografia antropica

### Suddivisioni amministrative
Il distretto è suddiviso in cinque comuni (corregimientos):
- Arenas
- Mariato
- El Cacao
- Quebro
- Tebario